# Pöttschinger Straße
De Pöttschinger Straße B53 is een Bundesstraße in Oostenrijkse deelstaten Neder-Oostenrijk en Burgenland. De weg verbindt Wiener Neustadt via Pöttsching met Zemendorf-Stöttera en is 17,8 km lang.

## Routebeschrijving

### Neder-Oostenrijk
De B53 begint in Wiener Neustadt op een kruising met de B17 en loopt in oostelijke richting de stad uit,  passeert bij de toerit Wiener Neustadt-Ost de S31 en kruist na Neudörfl de deelstaatgrens met Burgenland.

### Burgenland
De B53 loopt nog door Pöttsching en eindigt ten westen van Zemendorf-Stöttera op een kruising met de B50.

## Oude route
De aanduiding B53 werd voorheen gebruikt voor de Mattersburger Straße van Wiener Neustadt over Neudörfl, Bad Sauerbrunn en Sigleß naar Mattersburg. 

## Geschiedenis
Burgenland hoorde tot 1921 bij Hongarije. Alle wegen in het noorden van Burgenland liepen daarom naar de Komitatshauptstadt Ödenburg. De weg van Ödenburg via Pöttsching naar de Neder-Oostenrijkse stad Wiener Neustadt was daarom vanaf 1854 een Hongaarse Landesstraße. In 1926 werd het wegennet in Burgenland opnieuw ingedeeld en aan de veranderde grens aangepast. De Wiener Neustadt-Ödenburger Straße van Neudörfl via Pöttsching und Zemendorf tot aan de Hongaarse grens bij Schattendorf werd door de deelstaatsregering van Burgenland vanaf 9 februari 1927 als Landesstraße ingedeeld in het wegensysteem.
B1 · 
B2 · 
B3 · 
B4 · 
B5 · 
B6 · 
B7 · 
B8 · 
B9 · 
B10 · 
B11 · 
B12 · 
B13 · 
B14 · 
B15 · 
B16 · 
B17 · 
B18 · 
B19 · 
B20 ·  
B21 · 
B22 · 
B23 · 
B24 · 
B25 · 
B26 · 
B27 · 
B28 · 
B29 · 
B30 · 
B31 · 
B32 · 
B33 · 
B34 · 
B35 · 
B36 · 
B37 · 
B38 · 
B39 · 
B40 · 
B41 · 
B42 · 
B43 · 
B44 · 
B45 · 
B46 · 
B47 · 
B48 · 
B49 · 
B50 · 
B51 · 
B52 · 
B53 · 
B54 · 
B55 · 
B56 · 
B57 · 
B58 · 
B59 · 
B60 · 
B61 · 
B62 · 
B63 · 
B64 · 
B65 · 
B66 · 
B67 · 
B68 · 
B69 · 
B70 · 
B71 · 
B72 · 
B73 · 
B74 · 
B75 · 
B76 · 
B77 · 
B78 · 
B79 · 
B80 · 
B81 · 
B82 · 
B83 · 
B84 · 
B85 · 
B86 · 
B87 · 
B88 · 
B89 · 
B90 · 
B91 · 
B92 · 
B93 · 
B94 · 
B95 · 
B96 · 
B97 · 
B98 · 
B99 · 
B100 · 
B105 · 
B106 · 
B107 · 
B108 · 
B109 · 
B110 · 
B111 · 
B113 · 
B114 · 
B115 · 
B116 · 
B117 · 
B119 · 
B120 · 
B121 · 
B122 · 
B123 · 
B124 · 
B125 · 
B126 · 
B127 · 
B129 · 
B130 · 
B131 · 
B132 · 
B133 · 
B134 · 
B135 · 
B136 · 
B137 · 
B138 · 
B139 · 
B140 · 
B141 · 
B142 · 
B143 · 
B144 · 
B145 · 
B146 · 
B147 · 
B148 · 
B149 · 
B150 · 
B151 · 
B152 · 
B153 · 
B154 · 
B155 · 
B156 · 
B158 · 
B159 · 
B160 · 
B161 · 
B162 · 
B163 · 
B164 · 
B165 · 
B166 · 
B167 · 
B168 · 
B169 · 
B170 · 
B171 · 
B172 · 
B173 · 
B174 · 
B175 · 
B176 · 
B177 · 
B178 · 
B179 · 
B180 · 
B181 · 
B182 · 
B183 · 
B184 · 
B185 · 
B186 · 
B187 · 
B188 · 
B189 · 
B190 · 
B191 · 
B192 · 
B193 · 
B197 · 
B198 · 
B199 · 
B200 · 
B201 · 
B202 · 
B203 · 
B204 · 
B205 · 
B209 · 
B210 · 
B211 · 
B212 · 
B213 · 
B214 · 
B215 · 
B216 · 
B217 · 
B218 · 
B219 · 
B220 · 
B221 · 
B222 · 
B223 · 
B224 · 
B225 · 
B226 · 
B227 · 
B228 · 
B229 · 
B230 · 
B303 · 
B305 · 
B309 · 
B310 · 
B311 · 
B316 · 
B317 · 
B319 · 
B320